# MÁV-Baureihe V43
Die Baureihe V43 der Ungarischen Staatsbahnen (MÁV) ist eine Serie von Elektrolokomotiven. Sie trägt den Spitznamen „Szili“.

## Geschichte
Die Lizenz der Baureihe V43 wurde 1960 von der Arbeitsgemeinschaft für Planung und Durchführung für 50 Hz Bahnelektrifizierung erworben. Die ersten sieben Lokomotiven (Nummern 1001–1007) wurden noch von der Arbeitsgemeinschaft in der Lokomotiv- und Waggonbaufabrik Krupp in Essen, die V43-1008 schon in Ungarn von Ganz-Mávag hergestellt. Die letzte Lokomotive war die V43-1379.

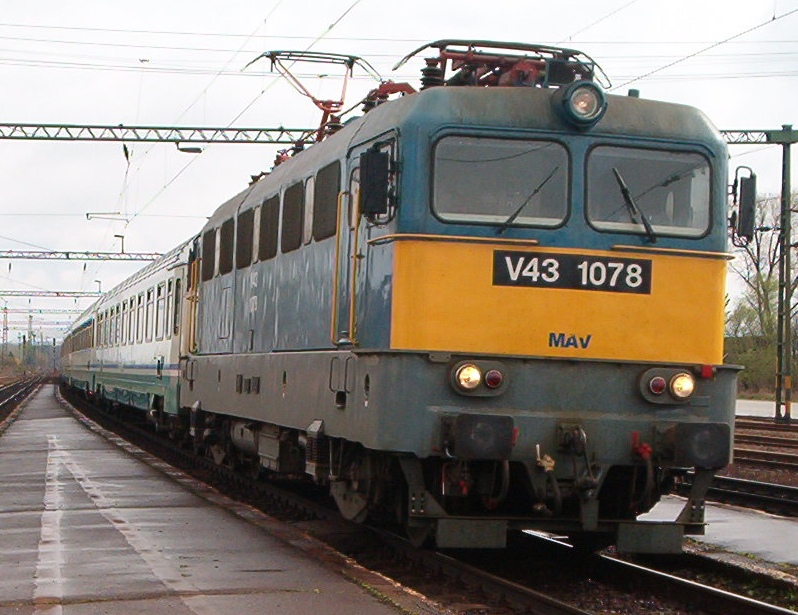
V43 1078 vor EC 52 Goldoni in Szabadbattyán (2005)

Die Fahrmotoren werden über eine Silizium-Gleichrichteranlage mit Strom gespeist, davon stammt ihr Spitzname „Szili“. Seit 1999 wurden einige Lokomotiven modernisiert. Diese Fahrzeuge gehören zur Baureihe V43.2 und tragen wegen ihrer bunten Lackierung den Spitznamen „Papagáj-Szili“ (Papagei-Szili).
Die Raaberbahn (GYSEV) hat von den MÁV 15 Stück V43 gekauft, bzw. getauscht, da die MÁV in den 1980er Jahren Dieselloks benötigten und die Raaberbahn 1987/1988 ein Elektrifizierungsprogramm durchführte. So wurden alle Raaberbahn-Loks der Reihe M41 – das waren sieben Stück – gegen sieben Lokomotiven der Baureihe V43 getauscht, wobei darauf möglichst geachtet wurde, dass die jeweiligen Lokomotiven einen, in der Buchhaltung gleichen Restwert besaßen. Die weiteren Lokomotiven wurden dann noch dazugekauft. Bis zum Einsatz der Reihe ÖBB 1014 waren sie die ausschließlich genutzten E-Loks auf der Strecke Sopron–Ebenfurth.

## Einsatz
Die Baureihe V43 ist die Universallokomotive der MÁV. Die V43 sind in Budapest-Ferencváros, Szolnok, Miskolc, Nyíregyháza, Békéscsaba, Szeged, Győr, Szombathely, Dombóvár und Székesfehérvár stationiert und bespannen alle Zugtypen. Die Baureihe V43.2 ist ausschließlich in Szolnok stationiert. Die Lokomotiven der Raaberbahn sind in Sopron (Ödenburg) beheimatet. Im Ausland kommen sie wegen der fehlenden Mehrsystemfähigkeit selten vor, höchstens in Pressburg, Ebenfurth oder Deutschkreutz.

## Umbau zur V43.3

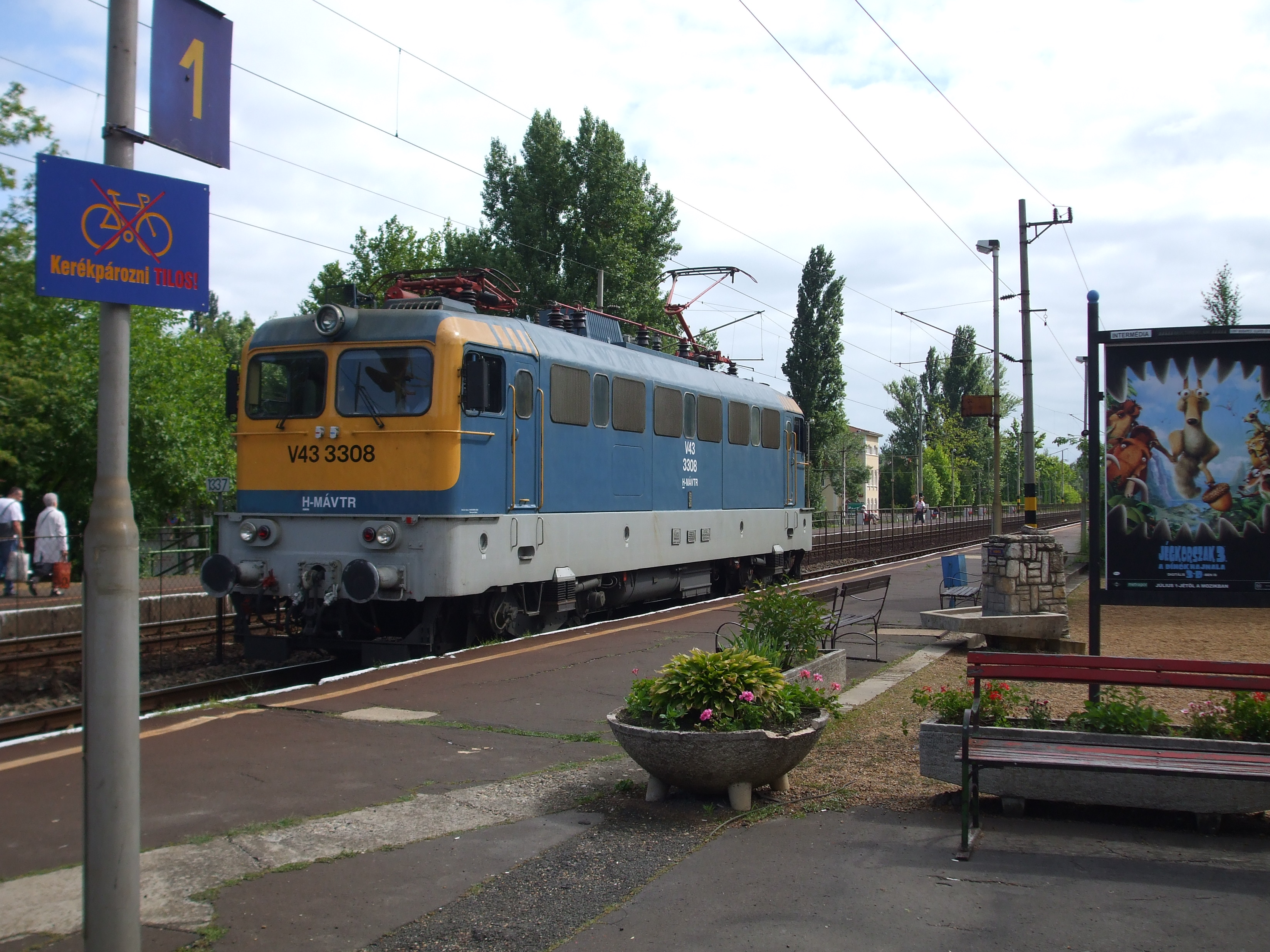
V43 3308 in Balatonszárszo (2009)

Ab 2007 modernisierten die MÁV einige V43, um mit ihnen die damals in Bestand genommenen Wittenberger Steuerwagen, die sie mit den Halberstädter Mitteleinstiegswagen von der Deutschen Bahn gekauft hatte, im Wendezugdienst nutzen zu können. Hierfür erhielten die Loks die zeitmultiplexe Wendezugsteuerung und eine frequenzmultiplexe Zugsteuerung. Außerdem erhielten die so umgerüsteten Fahrzeuge eine Klimaanlage, eine neue Lackierung und einige weitere Verbesserungen, die vor allem die Störungssuche erleichtern und die Bedienung für das Triebfahrzeugpersonal verbessern sollten. Zu erkennen sind die so umgerüsteten Loks an der neuen Bezeichnung als V43.3, an der gelben Front, welche nun bis ins Dach hinein reicht und hier in Streifen ausläuft, sowie an den zwei UIC-Steckdosen unter dem Fenster des Führerstands.